# Mississippi RiverKings
Die Mississippi RiverKings waren ein US-amerikanisches Eishockey-Team in Southaven, Mississippi und waren Gründungsmitglied der Central Hockey League, einer nordamerikanischen Minor League. Von 2011 bis 2018 nahmen sie am Spielbetrieb der Southern Professional Hockey League teil.

## Geschichte
In den ersten sechs CHL-Spielzeiten trugen die RiverKings ihre Heimspiele im 10.000 Zuschauer fassenden Mid-South Coliseum aus, anschließend zog das Franchise ins DeSoto Civic Center um, eine im Jahr 2000 errichtete Arena mit einer Kapazität von 8.400 Plätzen in Southaven, Mississippi, einem Vorort von Memphis. Vor Beginn der Saison 2007/08 folgte daher auch die Umbenennung in Mississippi RiverKings.
In den Jahren 2002 und 2003 gewannen die RiverKings jeweils den Ray Miron President’s Cup, die Meisterschaft der Central Hockey League. Von 2001 bis 2006 waren sie das Farmteam der Toronto Maple Leafs aus der National Hockey League. Anschließend waren ihre Kooperationspartner zeitweise die New York Rangers aus der NHL sowie das Hartford Wolf Pack aus der American Hockey League. Im Juni 2011 wurde das Team in die Southern Professional Hockey League aufgenommen.
Im Mai 2018 gab die Liga bekannt, dass das Franchise für die Saison 2018/19 als inaktiv gemeldet würde, da nach neuen Eigentümern gesucht werde. Das Team trat jedoch auch in der Folge nicht mehr in Erscheinung.